# ذاكرة القراءة فقط
ذاكرة القراءة فقط واختصاراً ذ ق ف (بالإنجليزية: Read Only Memory - ROM)‏ هي ذاكرة تصمم من قبل الشركة المصممة للوحة الأم وهي تحوي برامج منها مشغل الكمبيوتر البدائي بمعنى بداية تشغيل الحاسوب قبل التحميل من القرص الصلب. كما تحتوي على برنامج آخر للتعرف على الأجهزة الموصولة بالحاسوب ويعطي تقرير عن ذلك. كما أنه لا يمكن حذف المعلومات التي تحويها هذه الذاكرة، ولا يمكن التخزين فوقها.

## طريقة عملها
تسمى عملية كتابة البيانات على ذاكرة قراءة فقط بعملية «برمجة الذاكرة» وهي تختلف عن عمل ذاكرة الكتابة والقراءة المسماة ذاكرة الوصول العشوائي RAM أو تختلف عن عمل القرص الصلب. ويكمن الاختلاف هنا عما إذا كانت القطعة البنائية يمكن تغيير برنامجها أو لا يمكن تغيير البرنامج المخزن فيها. ولكنها مثل ذاكرة الوصول العشوائي من وجهة إمكانية قراءة البيانات المخزونة فيها.
وكانت ذاكرة القراءة فقط تصنع وتثبت سلكيا، حيث كانت السلكية تجهز هي الأخرى بطريقة الأقنعة (طريقة تصوير سالبة) على الرقيقة مباشرة، تُصوّر وتجهّز، وكانت القطعة الناتجة تسمى ذاكرة قراءة فقط مبرمجة بقناع Mask ROM.
ونظرا لأن تلك الطريقة تناسب الإنتاج بأعداد كبيرة فقد بدأت الشركات في تطوير أنواع من قطع تخزين المعلومات تستطيع أن تخزن المعلومات بعد إنتاجها.